# Hjartdal
Hjartdal este o comună din provincia Telemark, Norvegia.